# Кога чекаш куме
„Кога чекаш куме“ је југословенски филм из 1976. године. Режирао га је Дејан Караклајић, а сценарио је писала Ева Рас.

## Улоге
| Глумац               | Улога |
| -------------------- | ----- |
| Боро Стјепановић     |       |
| Слободан Ђурић       |       |
| Љубомир Ћипранић     |       |
| Радмила Ђурђевић     |       |
| Александар Хрњаковић |       |
| Зорица Мирковић      |       |